# Noord-Kaap
De provincie Noord-Kaap (Afrikaans: Noord-Kaap; Engels: Northern Cape; Tswana: Kapa Bokone) is een provincie van Zuid-Afrika, die ontstond in 1994 toen de vroegere Kaapprovincie in 3 provincies werd opgedeeld (waaronder ook de Oost-Kaap en de West-Kaap). Ze grenst in het noorden aan Namibië en Botswana en in het westen aan de Atlantische Oceaan. De hoofdstad is Kimberley; de enige andere grotere plaats is Upington. Het grootste deel van de provincie bestaat uit halfwoestijn, de Karoo genaamd.
De provincie is de grootste van Zuid-Afrika maar heeft het laagste aantal inwoners: 1.145.861. Met uitzondering van het uiterste noordoosten van de provincie, waar de Tswana (50%) wonen, bestaat de bevolking uit 40% Kleurling en 7% Blanken. De lingua franca en meest gesproken huistaal is Afrikaans (53%), gevolgd door 33% Tswana.

## Indeling
De Noord-Kaap bestaat uit 5 districten die op hun beurt nog eens zijn verdeeld in 26 gemeenten.
- District Frances Baard
  - Dikgatlong
  - Magareng
  - Phokwane
  - Sol Plaatje
- District Pixley ka Seme
  - Emthanjeni
  - Kareeberg
  - Renosterberg
  - Siyancuma
  - Siyathemba
  - Thembelihle
  - Ubuntu
  - Umsobomvu
- District John Taolo Gaetsewe
  - Gamagara
  - Ga-Segonyana
  - Joe Morolong
- District Namakwa
  - Hantam
  - Kamiesberg
  - Karoo Hoogland
  - Khâi-Ma
  - Nama Khoi
  - Richtersveld
- District ZF Mgcawu
  - !Kheis
  - Kai ǃGarib
  - Dawid Kruiper
  - Kgatelopele
  - Tsantsabane

## Etniciteiten
50% Zwart, 40% Kleurling, 7% Blank en 1% Indisch of Aziatisch.

## Politiek
Het parlement van de Noord-Kaap draagt de naam Provinciale Wetgevende Macht (30 leden) en wordt voor vijf jaar gekozen. Verkiezingen vinden tegelijkertijd plaats met de landelijke verkiezingen. De grootste partij in de Provinciale Wetgevende Macht is het Afrikaans Nationaal Congres (18) dat beschikt over een absolute meerderheid beschikt en de regering (Uitvoerende Raad) vormt met aan het hoofd een premier. De huidige premier van de Noord-Kaap is Zamani Saul (ANC) die in 2019 aantrad. De voorzitter van het parlement is Newrene Klaaste (ANC) wier ambtstermijn ook in 2019 aanving.
De oppositie wordt gevormd door de Democratische Alliantie (8), de Economische Vrijheidsstrijders (3) en het Vrijheidsfront Plus (1).